# المجلس الوطني الأرمني في باكو
المجلس الوطني الأرمني في باكو هو هيئة تمثيلية للأرمن المقيمين في الأراضي الأذربيجانية.
تأسس الكونغرس الأرميني في أكتوبر 1917، وهو أحد المجالس القومية الأرمنية في جميع أنحاء الإمبراطورية الروسية. والمجلس الوطني الأرمني في قرة باغ، والمجلس الوطني الأرميني في باكو ، والمجلس الوطني الأرمني في تيفليس .